# هانه گابی ادیل
هانه گابی ادیل (به انگلیسی: Hanne Gaby Odiele)؛ زادهٔ ۸ اکتبر ۱۹۸۷ یک مدل اهل بلژیک است.

## اوایل زندگی
هانه گابی ادیل در ۸ اکتبر ۱۹۸۷ در کورتریک، بلژیک متولد شد.

## زندگی شخصی
ادیل در محله چینی‌ها در منهتن زندگی می‌کند.

## حرفه
هانه گابی ادیل توسط Tom Van Dorpe کشف شد.